# Prevenção primária
Prevenção primária é o conjunto de ações que procuram limitar a incidência da doença na população pelo controlo dos determinantes de saúde negativos (fatores de risco) específicos, associados a essa doença.  Os programas de vacinação e imunização de doenças transmissíveis são exemplos de ações de prevenção primária.
Distingue-se da prevenção primordial na medida em que na prevenção primária a população já está exposta ao fator de risco; e da prevenção secundária porque incide sobre o indivíduo aparentemente saudável ou assintomático que ainda não desenvolveu a doença. 